# Georgsdorf
Georgsdorf è un comune di 1.344 abitanti della Bassa Sassonia, in Germania.
Appartiene al circondario della Contea di Bentheim (targa NOH) ed è parte della comunità amministrativa (Samtgemeinde) di Neuenhaus.